# 速霸陸EN族引擎
速霸陸EN族引擎為日本富士重工業在1989年至2012年之間開發製造、搭載於輕型車的水冷式直列四缸汽油往復式發動機，除了D、X二型為DOHC設計外，其餘皆為SOHC。在2012年停產時，此族引擎為所有輕型車車種唯一、亦是日本全車系唯一搭載機械增壓器的引擎。

## EN05A型
排氣量547c.c.、缸徑56.0mm、衝程55.6mm、壓縮比10.0：1的EN05A型引擎為自然進氣式，安裝了可變喉管式化油器，屬於大缸徑短衝程型引擎（oversquare engine）。最大馬力38ps / 7,500rpm，扭力峰值4.5kg·m / 4,500rpm。車型：
1. 1989年-1992年：第三代Rex / Rex Combi

## EN05Z型
規格和EN05A型一樣的EN05Z型引擎裝置了機械增壓器，最大馬力達61ps / 6,400rpm、扭力峰值7.6kg·m / 4,400rpm。車型：
1. 1989年-1992年：第三代Rex

## EN07A型（自然進氣、化油器）
EN07A型之排氣量為658c.c.，缸徑56.0mm，衝程66.8mm，不過壓縮比比EN07C型高，達到10.0：1。最大馬力42ps / 7,000rpm，最大扭力5.3kg·m / 4,500rpm。車型：
1. 1990年-1992年：第三代Rex
2. 1992年-1998年：Vivio

## EN07C型（自然進氣、化油器）
EN07C型之排氣量為658c.c.，缸徑56.0mm，衝程66.8mm，壓縮比9.8：1，SOHC、8V。最大馬力40ps / 6,500rpm，扭力峰值5.5kg·m / 3,500rpm。車型：
1. 1990年-1995年：第五代Sambar

## EN07L型（LPG、化油器）
承襲EN07C型的EN07L型引擎，燃料改成LPG液化石油氣，其餘規格同前者。車型：
1. 1990年-1999年：第五代Sambar

## EN07E型（自然進氣、EMPi）
此具658c.c.的EN07E型引擎乃是將化油器型式的EN07A型改成EMPi電子多點噴射系統（Electric Multi-point Injection之縮寫），缸徑、衝程未變，壓縮比達到10.0：1。最大馬力是52ps / 7,200rpm，最大扭力是5.5kg・m / 5,600rpm。車型：
1. 1990年-1992年：第三代Rex
2. 1992年-1998年：Vivio
3. 1998年-2009年：第一代Pleo

## EN07S型（自然進氣、SPI）
此具658c.c.的EN07S型引擎的供油方式改成單點噴射系統（single point injection，縮寫成SPI），缸徑、衝程未變，壓縮比達到10.0：1。最大馬力是52ps / 7,200rpm，最大扭力是5.5kg・m / 5,600rpm；此外搖臂改成附有滾針軸承的滾輪搖臂。車型：
1. 1998年-2009年：第一代Pleo

## EN07F型（自然進氣、EMPi）
此具658c.c.的EN07F型引擎乃是將化油器型式的EN07C型改成EMPi電子多點噴射系統（Electric Multi-point Injection之縮寫），缸徑、衝程未變，壓縮比達到10.2：1。最大馬力是48ps / 6,400rpm，最大扭力是5.9kg·m / 3,200rpm。車型：
1. 1995年-1999年：第五代Sambar
2. 1999年-2012年：第六代Sambar

## EN07V型（自然進氣、SPI）
此具658c.c.的EN07V型乃是將EMPi型式的EN07F型改為單點噴射系統（single point injection，縮寫成SPI），壓縮比為10.1：1。最大馬力46ps / 6,400rpm，最大扭力5.9kg・m / 4,000rpm。車型：
1. 1999年-2012年：第六代Sambar
2. 2003年-2010年：R2
3. 2005年-2010年：R1

## EN07Y型（機械增壓、EMPi）
此具658c.c.的EN07Y型引擎配合機械增壓器，卻沒有中冷器之設計，缸徑56.0mm、衝程66.8mm；最大馬力55ps / 6,200rpm，峰值扭力7.1kg・m / 3,800rpm。初期的引擎點火系統為分電盤，直到1996年以後採改為DLI（distributorless ignition之縮寫）無分電盤點火系統。跟EN07F型一樣，製造給「全國紅帽汽車運輸協會（（日語）全国赤帽軽自動車運送協同組合連合会）」的車輛引擎也有紅色頭蓋，並加入許多專用零件以延長使用壽命。此外2001年8月以降，搖臂改成附有滾針軸承的滾輪搖臂，故活塞頂部的氣門凹槽不再使用。後來最大馬力變成58ps / 6,000rpm，最大扭力7.5kg·m / 4,400rpm。車型：
1. 1990年-1999年：第五代Sambar
2. 1999年-2012年：第六代Sambar

## EN07W型（mild charge機械增壓、SPI）
排氣量628c.c.、缸徑56.0mm、衝程66.8mm、壓縮比8.9：1的EN07W型引擎搭配CVT無段自動變速器，配置於Pleo上。為了更佳的油耗表現，此具引擎具有單點噴射系統（single point injection，縮寫成SPI）和低壓式機械增壓器（原廠稱之為「mild charge」），卻沒有中冷器。最大馬力58ps / 6,400rpm，最大扭力7.3kg·m / 4,000rpm。車型：
1. 1998年-2009年：第一代Pleo

## EN07U型（mild charge機械增壓、EMPi）
承襲EN07W型而來的EN07U型，供油方式改成EMPi電子多點噴射系統（Electric Multi-point Injection之縮寫），且加裝一個小型中冷器。最大馬力60ps / 6,400rpm，扭力峰值7.6kg·m / 4,000rpm。車型：
1. 1998年-2009年：第一代Pleo / Pleo NICOT

## EN07Z型（機械增壓附中冷器、EMPi）
這具658c.c.的EN07Z型引擎為EN族中最具代表性，搖臂改成附有滾針軸承的滾輪搖臂，且EMPi電子多點噴射系統也修改成低轉速時能輸出動力。最大馬力64ps / 6,400rpm或64ps / 6,000rpm，最大扭力8.6kg·m / 4,400rpm或9.1kg·m / 3,600rpm。車型：
1. 1990年-1992年：第三代Rex
2. 1992年-1998年：Vivio
3. 1998年-2009年：第一代Pleo

## EN07D型（DOHC、AVCS）
排氣量658c.c.、缸徑56.0mm、衝程66.8mm的EN07D型引擎具備了DOHC和AVCS主動閥門控制系統，且點火為直接點火系統。最大馬力為54ps / 6,400rpm，最大扭力6.4kg·m / 4,400rpm。跟後述的EN07X型相異的是，正時皮帶用的滑輪和一般DOHC引擎相同，進氣側和排氣側的凸輪各自獨立，並採用附有滾針軸承的滾輪搖臂。車型：
1. 2003年-2010年：R2
2. 2005年-2010年：R1
3. 2006年-2011年：第一代Stella

## EN07X型（DOHC、機械增壓附中冷器）
排氣量658c.c.、缸徑56.0mm、衝程66.8mm的EN07X型引擎具有附中冷器的機械增壓器，閥門從SOHC的搖臂驅動方式改成直推式，排氣側的凸輪軸以正時皮帶驅動，進氣側的凸輪軸則以毛邊防止齒輪帶動。由於658c.c.直列四缸的缸徑太小，為了使DOHC的閥門夾角變大，縮小凸輪軸的間隙使燃燒室變得緊湊。為了使轉速達到9千轉，採用兩個點火線圈同時點火之方式，汽門舉桿則為直動式。
至於燃料方面，上市初期加入普通無鉛汽油即可，Vivio RX-R車型曾改成高辛烷值無鉛汽油，第一代Stella上市時又改回普通無鉛汽油。自EN07D型以來變更汽缸蓋的冷卻管路，以便改善散熱器距離汽缸太遠、無法有效散熱的問題。R2推出後，藉著削薄汽缸體的壁厚而輕量化，縮短活塞側緣以減少摩擦、提升燃油經濟性。車型：
- 高辛烷值汽油型：最大馬力64ps / 7,200rpm、最大扭力10.8kg·m / 3,600rpm（Vivio RX-R　E型）或最大馬力64ps / 6,000rpm、最大扭力10.5kg·m / 3,200rpm（Pleo RS、R1、R2）

1. 1992年-1998年：Vivio RX-R
2. 1998年-2009年：第一代Pleo
3. 2003年-2010年：R2
4. 2005年-2010年：R1

- 普通汽油型：最大馬力64ps / 6,000rpm、最大扭力9.5kg·m / 4,000rpm（R1、R2、Stella）或最大馬力64ps / 7,200rpm、最大扭力9.0kg·m / 4,000rpm（Vivio RX-R　A-D型）

1. 1992年-1998年：Vivio RX-R
2. 1998年-2009年：第一代Pleo
3. 2003年-2010年：R2
4. 2005年-2010年：R1
5. 2006年-2011年：第一代Stella

## EN08型
排氣量758c.c.、缸徑56.0mm、衝程77.0mm、壓縮比9.5：1、採SOHC設計的EN08型引擎專門搭載於外銷版本的Rex。原先Rex外銷版本裝置了544c.c.的EK23型和665c.c.的EK42型，日本市場推出EN族引擎後，外銷版就改以此型引擎替代。因此，外銷車名依序是：速霸陸M60（EK23型）、速霸陸M70（EK42型）和速霸陸M80（EN08型）。此具引擎的最大馬力42ps / 6,000rpm，最大扭力6kg·m / 3,600rpm。車型：
1. 1990年-1992年：速霸陸Fiori（澳洲）
2. 1990年-1992年：速霸陸Mini Jumbo（歐洲）
3. 1990年-1992年：速霸陸M80（其他國家）

## 內部連結
- 速霸陸EK族引擎
- 速霸陸引擎列表